# Ottmarshart
Ottmarshart ist ein Gemeindeteil von Markt Indersdorf im oberbayerischen Landkreis Dachau. Das Kirchdorf liegt circa eineinhalb Kilometer südlich von Indersdorf und ist über die Staatsstraße 2054 zu erreichen.

## Geschichte
Der Ort wurde 841 als „Otmareshard“  erstmals erwähnt. Es wurde Sitz eines Edelfreiengeschlechts.

## Sehenswürdigkeiten
- Katholische Filialkirche St. Mauritius

Siehe auch: Liste der Baudenkmäler in Ottmarshart